# Drzewostan

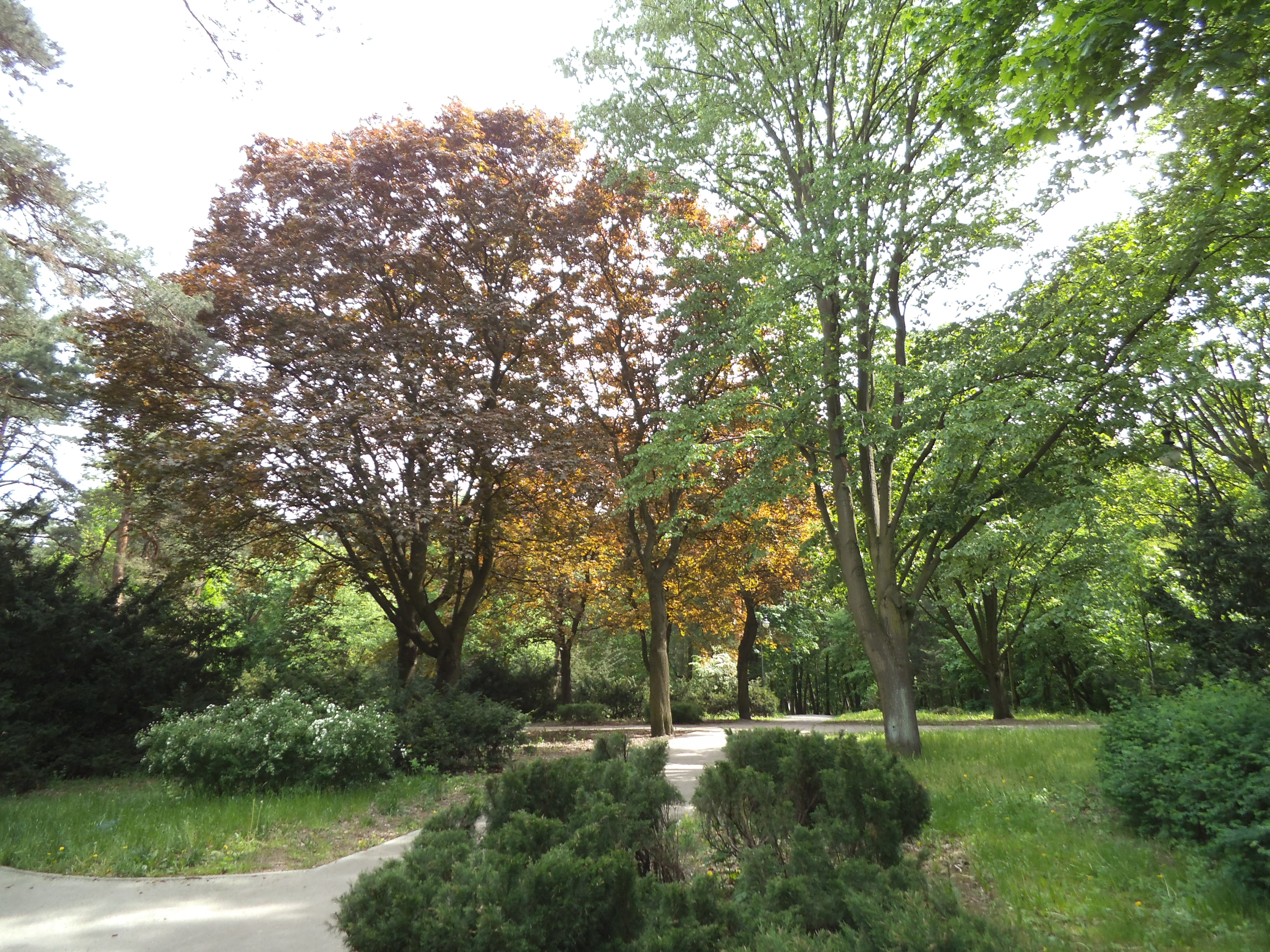
Drzewostan mieszany w Parku Miejskim w Toruniu

Drzewostan – zespół drzew o zbliżonych cechach morfologicznych, rosnących w bezpośrednim sąsiedztwie i wzajemnie na siebie oddziałujących.

## Zróżnicowanie gatunkowe
Drzewostan składający się tylko z jednego gatunku drzew to drzewostan jednogatunkowy (lity), np. sosnowy, świerkowy, dębowy. Gdy w skład drzewostanu wchodzi więcej gatunków jest to drzewostan wielogatunkowy np. sosnowo-dębowy, sosnowo-brzozowo-dębowy itp. Kolejność wyrazów wskazuje, jakiego gatunku jest najwięcej, a jakiego najmniej i tak np. w drzewostanie sosnowo-brzozowo-dębowym największy będzie udział dębu, następnie brzozy, a najmniejszy sosny.

### Budowa pięter
W drzewostanach mieszanych poszczególne gatunki zwykle różnią się między sobą tempem wzrostu i rozwoju. Powoduje to – nawet przy równym wieku drzew – powstawanie odrębnych pięter. Gatunki światłożądne, obdarzone cechą szybkiego wzrostu w młodości, dystansują we wzroście pozostałe cienioznośne lub cieniolubne komponenty drzewostanu budując górne piętro drzewiaste, natomiast gatunki cieniste tworzą niższe piętro lub piętra podokapowe. Na przykład drzewostan złożony z sosny, dębu i brzozy.
W lasach zagospodarowanych wyróżnia się:
- drzewostany jednopiętrowe
- drzewostany dwupiętrowe
- drzewostany wielopiętrowe

W literaturze spotykane jest również podział na:
- las przerębowy
- dwugeneracyjny las wysokopienny
- las połączony.

W zależności od udziału masy drzew poszczególnych gatunków, czyli składu gatunkowego (struktury gatunkowej), określa się procentowy ich udział. Procent ten określany jest w liczbach całkowitych od 1 do 10 i np. oznaczenie: 7 sosna, 2 dąb i 1 brzoza wskazuje, że 70% masy w danym drzewostanie zajmuje sosna, 20% dąb, a 10% brzoza. W zapisie taksacyjnym nie używa się liczb symbolizujących wielokrotności jednostki mniejszej niż 10% (zapis 45, 15 czy 5% nie jest używany). Udział gatunków mniejszy niż 10% określa się jako występujące pojedynczo, a poniżej 1% jako występujących sporadycznie.

## Parametry drzewostanu
W każdym drzewostanie wyróżnić można jego charakterystyczne cechy określane w literaturze fachowej i przez leśników jako:
- klasę wieku drzewostanu
- zadrzewienie
- zwarcie
- pochodzenie drzewostanu
- miąższość drzewostanu
- wiek rębności

## Alternatywne definicje
W ekologii drzewostan to jedna z warstw ekosystemu leśnego, obok podszytu i runa.
W leśnictwie drzewostan rozumie się jako fragment lasu, jednolity pod względem przyrodniczym i przeznaczenia gospodarczego, wymagający określonej pielęgnacji. W tym znaczeniu stosowane jest także określenie: wydzielenie leśne.
W urządzaniu lasu jako drzewostan traktuje się zbiorowość drzew na pewnej części powierzchni leśnej, reprezentującą określoną jednostkę przyrodniczo-gospodarczą, wyodrębnioną w toku prac taksacyjnych w lesie ze względu na konieczność stosowania odmiennych zabiegów gospodarczych w najbliższym 10-leciu. Charakter tych zabiegów wynikać może z przyjętych celów produkcji i z różnorodności elementów taksacyjnych drzewostanu: wieku, budowy, struktury, składu gatunkowego, bonitacji.

## Drzewostany naturalne
Drzewostany, o ile nie są wykorzystywane gospodarczo, w sposób naturalny przechodzą przez fazy rozwojowe. Zmiany związane z procesami rozsiewania, wzrostu i starzenia się drzew, są nieuniknione i mają charakter cykliczny.
Wyróżnia się fazy:
- optymalną
- terminalną
- zamierania
- odnowienia
- młodocianą
- dorastania